# Timirjazevskaja (metrostation)
Timirjazevskaja (Russisch: Тимирязевская uitspraakⓘ) is een station aan de Serpoechovsko-Timirjazevskaja-lijn van de Moskouse metro.

## Ontwerp en inrichting
Timirjazevskaja is, na het in 1935 geopende Biblioteka Imeni Lenina, het tweede geboorde enkelgewelfdstation van de Moskouse metro. In tegenstelling tot Bilblioteka Imeni Lenina en de andere enkelgewelfde stations in Moskou ligt Timirjazevskaja op grote diepte. Vanaf de opening op 7 maart 1991 tot 6 mei 2003 was het station met 63,5 meter het diepst gelegen metrostation in Moskou. Sinds de opening van Verchnië Lichobory op 22 maart 2018 bekleedt Timirjazevskaja qua diepte de vijfde plaats op de ranglijst. De ondergrondse perronhal is 282 meter lang en heeft een eilandperron tussen de twee sporen. Het gewelf, dat is opgebouwd uit segmenten van gewapend beton, overspant zowel de sporen als het perron. De verticale tunnelwanden die het gewelf ondersteunen zijn bekleed met geelgrijs gazgan-marmer met biezen van zwarte steen. Aanvankelijk stonden bij de eindwand gestileerde vazen met bloemen van de hand van de kunstenaars M.A. Sjorstjev en L.K. Sjorstjeva. De bogen boven de eindwand aan de ene kant en de roltrappen aan de andere kant zijn opgesierd met mozaïeken rond het thema Mens en Natuur. Het perron bestaat uit graniet en marmer, in de lengterichting staat midden op het perron een rij lantaarns die het gewelf aanlichten en daarmee de indirecte verlichting van het station verzorgen.

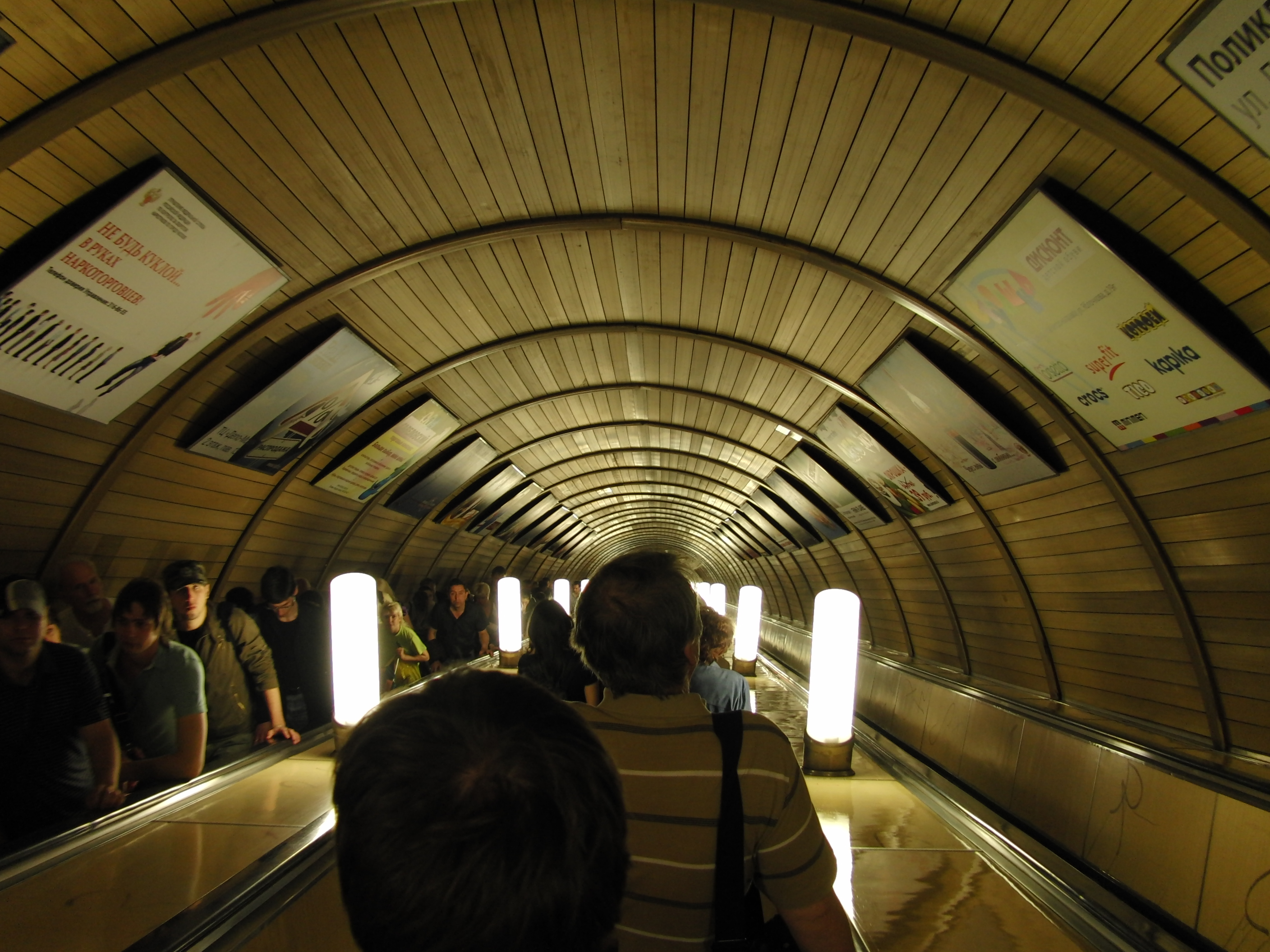
Op de roltrap
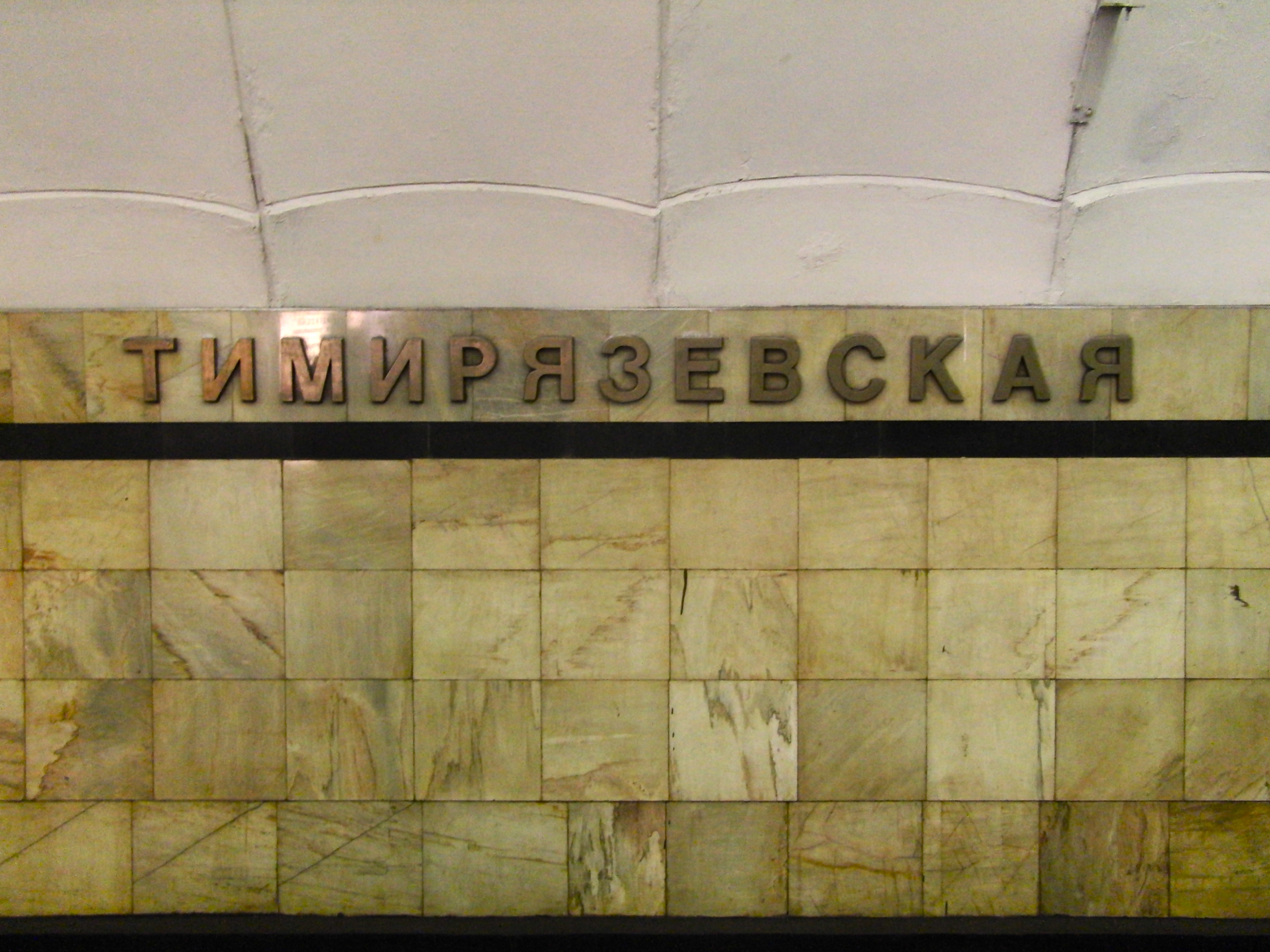
De stationsnaam op de tunnelwand

## Reizigersverkeer
Reizigers hebben toegang tot het station via een voetgangerstunnel onder de Dmitrovskoje Sjosse en de Savjolovskispoorweg. De voetgangerstunnel is met roltrappen, die de enige toegang vormen, met het perron verbonden. Overstappers kunnen via de voetgangerstunnel de haltes van de 15 buslijnen, alsmede de perrons van lijn D1 bereiken. Aan de oostkant van het stationsplein ligt het gelijknamige station van de monorail. In 1999 werden 61.530 reizigers per dag geteld. In 2002 waren er 64.300 instappers en 60.000 uitstappers per dag. Reizigers naar het noorden kunnen vanaf 6:04 uur met de metro. Doordeweeks vertrekt de eerste metro naar het centrum al een half uur eerder. In het het weekeinde kunnen op even dagen de reizigers vanaf 5:38 uur naar het zuiden vertrekken, op oneven dagen vanaf 5:37 uur.

## Film en literatuur
In een scène van de speelfilm Dagwacht (Дневной Дозор) uit 2005 passeert de hoofdpersoon een portaal en vraagt aan een bewaker waar hij is. Hierna volgt een schietpartij in een enkelgewelfdstation van het model Leningrad. Timirjazevskaja is het enige Moskouse metrostation van dat type, maar in werkelijkheid werden de opnames gemaakt in het voorbeeld van Timirjazevskaja, het op 31 december 1975 geopende Politechnitsjeskaja in Sint-Petersburg.
In het boek Metro 2033 woont de hoofdpersoon in de eerste hoofdstukken in Timirjazevskaja totdat een rattenplaag daar een eind aan maakt.
In het boek Metro Universum 2033, donkere tunnels is het station de uitvalsbasis van satanisten.